# Blonderen
Blonderen is het bleken (blonder maken) van de pigmenten in het hoofdhaar. Haar blonderen kan zelf worden gedaan, of door een kapper.
De werkzame stof in blondeermiddelen is waterstofperoxide. Waterstofperoxide ontleedt in water en actieve zuurstof. De vrijkomende zuurstof zorgt voor het bleken. De concentratie waterstofperoxide in het blondeermiddel is bepalend voor de ontkleuring. De ontkleuring is groter naarmate de waterstofperoxide langer in contact is met het haar. Onder invloed van zonlicht ontleedt waterstofperoxide sneller en is de blekende werking groter.
- 1-2%: een tint lichter
- 3%: te gebruiken voor het verven van het haar; 1 à 2 tinten lichter
- 6%: te gebruiken voor het verven van het haar; 3 à 4 tinten lichter
- 9%: te gebruiken voor het verven van het haar; 5 à 6 tinten lichter (voorzichtigheid is geboden met de hoofdhuid)
- 12%: volledige ontkleuring van het haar (voorzichtigheid is geboden met de hoofdhuid)

3% en 30% zijn gebruikelijke verkoopconcentraties. Waterstofperoxide (zeker in hogere concentraties) ontkleurt ook de huid en geeft (pijnlijke) witte vlekken.